# Теорія змови про супутник «Чорний лицар»

GIF із шести зображень космічного сміття, які показують те, що, схоже, спускається на Землю

Теорія змови про супутник «Чорний лицар» (англ. Black Knight) стверджує, що на полярній орбіті Землі перебуває космічний корабель позаземного походження і що NASA приховує його існування та походження. Ця теорія змови об'єднує кілька непов'язаних епізодів в одну історію.
Світлина, зроблена під час місії STS-88, на якій нібито зображений супутник Black Knight, каталогізована NASA як фотографія космічного сміття, а журналіст Джеймс Оберг, який спеціалізується на космічній тематиці, вважає зображення на світлині ймовірними уламками теплової ковдри, втраченої під час однієї з місій.

## Історія
На думку деяких прихильників НЛО-конспірології, «Чорний Лицар» — це штучний супутник позаземного походження, який прибув від однієї із зірок сузір'я Волопаса та обертається навколо Землі вже протягом ~ 13 000 років. 
«Супутникова» історія, скоріше за все, є злиттям кількох непов'язаних історій про різні об'єкти та їхні інтерпретації, усі вони добре задокументовані незалежно, і жодна не використовує термін «Чорний Лицар». За словами старшого фахівця з питань освіти Мартіни Редпат з планетарію Арма в Північній Ірландії: «Чорний лицар» — це мішанина з абсолютно не пов'язаних між собою історій: звітів про незвичайні наукові спостереження, авторів, які пропагують маргінальні ідеї, засекречених супутників-шпигунів і людей, які надмірно інтерпретують фотографії. Ці інгредієнти були подрібнені, перемішані і проварені в інтернеті до однієї безладної і непослідовної міфічної каші.
Походження легенди про Чорного Лицаря часто «ретроспективно датують» природними позаземними повторюваними джерелами, які нібито були почуті під час радіоекспериментів Ніколи Тесли в 1899 році а також відлунням із довгою затримкою, яке вперше почув радіолюбитель Йорген Галс в Осло у 1928 році. Браян Даннінг з подкасту Skeptoid приписує радіосигнали Тесли 1899 року пульсарам, які не були ідентифіковані до 1968 року.
У 1954 році дослідник НЛО Дональд Кейгоу повідомив газетам, що Повітряні сили США повідомили про виявлення двох штучних супутників, які обертаються навколо Землі. У той час жодна країна не мала технології для запуску супутника. Скептики відзначили, що якраз у той час Кігоу рекламував книгу про НЛО, і новини, ймовірно, новини, швидше за все, були написані «жартома» і не були призначені для сприйняття всерйоз.
Британська ракета під назвою «Чорний лицар» використовувалася в поєднанні з ракетною програмою «Блакитна смуга» між 1958 і 1965 роками для випробування апаратів, що повертаються. Міністерство авіації вважало пріоритетним проект «Чорний лицар», оголошений у 1964 році . Програма ніколи нічого не виводила на орбіту, і ніяк не пов'язана з легендою про супутник Black Knight.
У лютому 1960 року газета Time повідомила, що ВМС США виявили на орбіті темний об'єкт, який вважався радянським супутником-розвідником. Наступна стаття підтвердила, що цей об'єкт був «залишками супутника Air Force Discoverer VIII, який збився з шляху».
У 1963 році астронавт Гордон Купер нібито повідомив про спостереження НЛО під час свого 15-го вильоту на орбіті Меркурія 9, що було підтверджено станціями стеження, але немає жодних доказів того, що це справді відбулося. Ні стенограми місії NASA, ні особисті копії Купера не показують, що подібні звіти були зроблені під час перебування на орбіті.
У 1973 році шотландський письменник Дункан Лунан проаналізував радіовідлуння з довгою затримкою, отримані Галсом та іншими, і припустив, що вони могли походити від 13 000-річного інопланетного зонда, який перебуває на орбіті навколо Місяця. Він припустив, що зонд міг походити з планети, розташованої в системі зірки Епсилон Волопаса. Пізніше сам Лунан відмовився від своїх висновків, заявивши, що припустився «явних помилок» і що його методи були «ненауковими».
Космічне сміття, сфотографоване в 1998 році під час місії STS-88, деякі прихильники конспірологічних теорій вважають супутником «Чорний лицар». Космічний журналіст Джеймс Оберг припускає, що на фотографіях зображено термоковдру, втрачену під час виходу з космосу Джеррі Л. Россом і Джеймсом Г. Ньюменом.